# Mosquito 85
Mosquito 85 er en kølbåd bygget i glasfiber designet af Elvstrøm & Kjærulff Yachtdesign. Mosquito 85 blev lanceret samtidig med andre "flyvepap"-både som X-79, Banner 28 RC og Archi 800 i årene 1979-1981.

## Design
Båden udmærker sig ved at være et typisk Jan Kjærulff-design hvilket man blandt andet kan se på det enkle og flade dækslayout uden en egentlig kahyt der rejser sig fra dækket. Mange detaljer som skydekappen og ”styrtbøjlerne” går igen fra den populære Aphrodite 101. Også forholdet mellem vinklen på stævn og hæk er karakteristisk for Jan Kjærulff. Skrog og dæk er i håndoplagt glasfiber med balsatræskerne i en sandwichkonstruktion. Riggen en gennemgående 7/8 mast med dobbelte sæt salingshorn og bagstag. Mosquito 85 rummer fint soveplads til 5 voksne og er indrettet med enkel aptering.

## Sejlegenskaber
Båden er med dens bredde på næsten 3 meter, flade bund agter og store sejlareal meget hurtig på slør og læns og planer nemt. Til kapsejlads anbefales en besætning på 4 mand for at kunne holde båden flad på kryds. Den flade og brede bund gør at køl og ror hurtigt løftes fri af vandet ved stor krængning på kryds. Båden skal derfor som udgangspunks sejles fladt på kryds og bidevind. Med Paul Elvstrøm ved roret vandt den en del kapsejladser blandt andet Fyen Rundt.

## Historie
Bådene er blevet bygget på forskellige værfter gennem tiden blandt andet Farsø, Bachs Bådeværft, Sydhavnens Bådebyggeri og Hvalpsund Bådeværft. En Mosquito 85 kostede i 1985 139.900 DKK i udsalgspris og 163.650 DKK fuld udstyret. Der blev produceret omkring 100 Mosquito 85, og båden blev produceret frem til slutningen af 90'erne.

## Variationer
De første både blev bygget med beslag til påhængsmotor, men der blev sidenhen bygget udgaver med indenbordsmotor. Hos LM Glasfiber blev der desuden bygget en MK II version i midten af 80'erne.
INFOBOKS
- Længde overalt: 8,50 m
- Længde vandlinjen: 6,60 m
- Bredde: 2,91 m
- Dybgang: 1,40 m
- Kølvægt: 700 kg Jern.
- Kølprocent: 35
- Vægt: 2.000 Kg
- Storsejl: 23m²
- Fok: 13 m²
- Genua: 20,80 m²
- Spiler 55 m²